# کوردوا (تنسی)
کوردوا (به انگلیسی: Cordova) یک منطقهٔ مسکونی در ایالات متحده آمریکا است که در شهرستان شلبی، تنسی واقع شده‌است. کوردوا ۶۰٬۷۶۲ نفر جمعیت دارد و ۱۱۰ متر بالاتر از سطح دریا واقع شده‌است.